# Excuustruus
Een excuustruus is een pejoratief voor een vrouw die slechts in een functie getolereerd wordt om de schijn van seksisme te vermijden.
Traditioneel is het voor vrouwen moeilijk om door te dringen tot topfuncties in de politiek en het bedrijfsleven. Een vrouw botst dan op het zogenaamde glazen plafond. Om dat te verhelpen doen beleidsvoerders soms aan positieve discriminatie en leggen ze vrouwenquota op. Als een vrouw een hoge functie bereikt dankzij deze maatregelen, wordt zij soms een excuustruus genoemd. Het is echter een subjectieve beoordeling; weinig vrouwen zullen zichzelf als excuustruus beschouwen.
Het woord werd voor het eerst gebruikt in de jaren 1980.
Marlies Ott in Vrij Nederland op 1 juni 1985: "De weerstand tegen vrouwen in een mannenberoep neemt toe naarmate er meer vrouwen bijkomen. Een enkele vrouw - dat blijft een excuustruus."
Kiel in Opzij in juni 1987: "Of een concern wil beslist een vrouwelijke academicus. Ik vertrouw dat niet zo. Dat is gewoon ergens een excuus-Truus neerzetten."
Naast het woord excuustruus vermeldt Van Dale ook de excuusguus: een man die getolereerd wordt in een vrouwenfunctie. Voor een allochtoon die getolereerd wordt om de indruk van discriminatie te vermijden, bestaan er woorden als excuus- of huisneger en alibi-ali.